# Centrum Pedagogiczne dla Polskiego Szkolnictwa Narodowościowego w Czeskim Cieszynie
Centrum Pedagogiczne dla Polskiego Szkolnictwa Narodowościowego w Czeskim Cieszynie – instytucja mająca za cel wspieranie procesu edukacji w polskich placówkach oświatowych na Zaolziu, doskonalenie zawodowe pracowników pedagogicznych i aktywną współpracę europejską zwłaszcza w ramach Euroregionu Těšínské Slezsko – Śląsk Cieszyński. Początek działalności placówki datuje się na 1.1.1995. Ustanowiona została przez Ministerstwo Szkolnictwa, Młodzieży i Wychowania Fizycznego w RC. W Republice Czeskiej nie ma innej tego typu placówki. Dyrektorką Centrum jest Marta Kmeť. Siedziba centrum znajduje się w Czeskim Cieszynie przy ulicy Ostrawskiej.

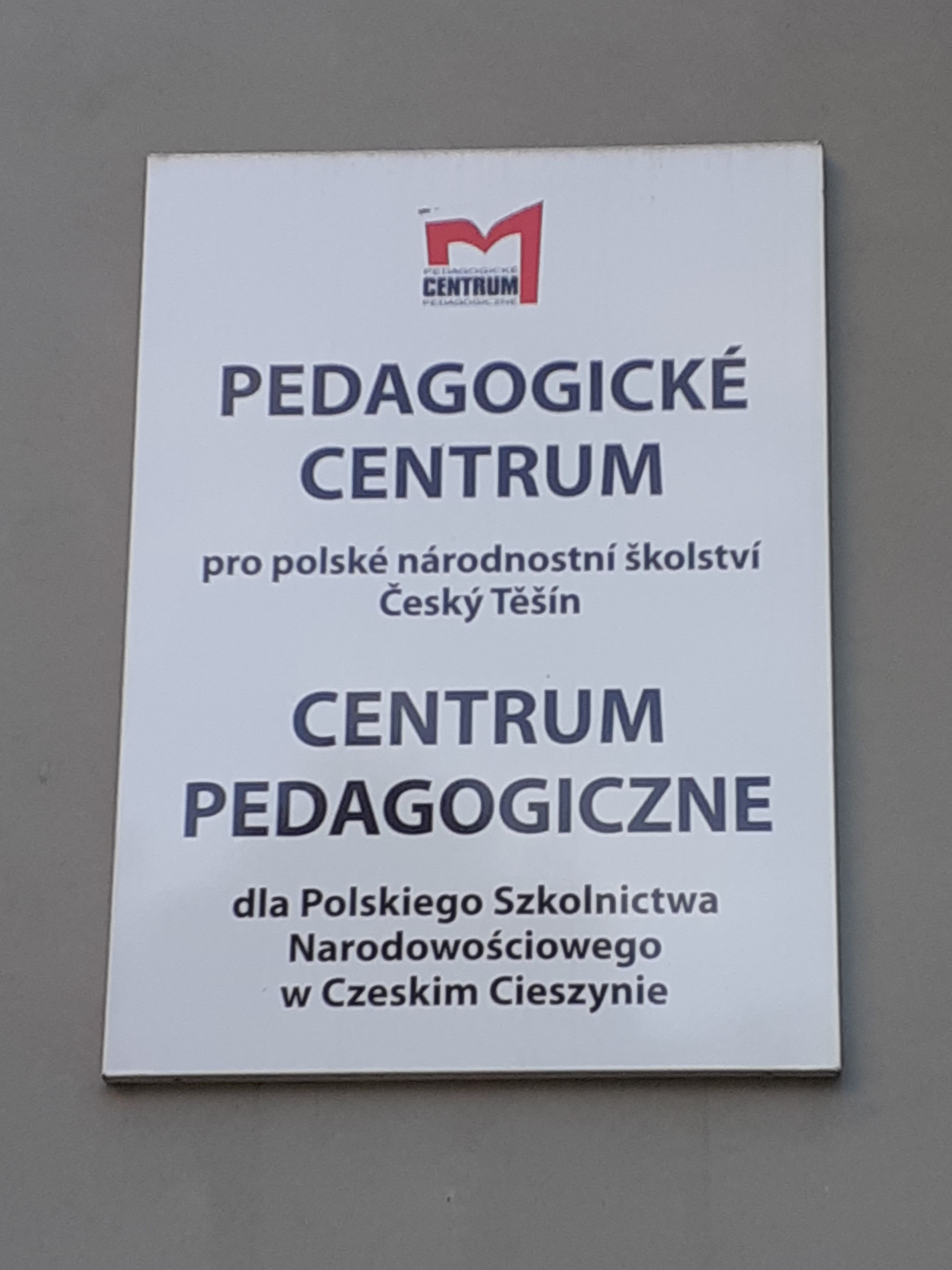
Tablica na budynku, w którym znajduje się Centrum Pedagogiczne

## Działalność[4][5]
- kształcenie ustawiczne pracowników pedagogicznych
- czesko-polska współpraca transgraniczna (zwłaszcza w zakresie edukacji)
- wydawanie miesięczników dla dzieci i młodzieży (Jutrzenka i Ogniwo), które służą też jako pomoce metodyczne
- pomoc metodyczna i dydaktyczna placówkom oświatowym z polskim językiem nauczania na Zaolziu
- organizacja konkursów i olimpiad dla dzieci i młodzieży
- współpraca europejska

## Pomoce metodyczne – miesięczniki dla dzieci i młodzieży

### Jutrzenka[6][7]
Jutrzenka: miesięcznik dla dzieci młodszych Polskich szkół podstawowych w Republice Czeskiej – miesięcznik wydawany przez Centrum Pedagogiczne dla Polskiego Szkolnictwa Narodowościowego w Czeskim Cieszynie, skierowany do uczniów klas 1 do 5 polskich szkół podstawowych na Zaolziu. Ponieważ chodzi o czasopismo o charakterze pomocy metodycznej dla polskich szkół i przedszkoli w RC, jego wydawanie dofinansowuje czeskie Ministerstwo Szkolnictwa, Młodzieży i Wychowania Fizycznego. Pierwszy numer Jutrzenki pojawił się w kwietniu 1911. Obecnie redaktorem naczelnym czasopisma jest Barbara Glac. Ilustracje do Jutrzenki tworzą Darina Krygiel i Barbara Kowalczyk. W każdym numerze Jutrzenki znajdują się opowiadania, zgadywanki, wiersze, żarty, kącik robótek ręcznych, konkursy, łamigłówki itp.

### Ogniwo[9]
Ogniwo – miesięcznik dla dzieci młodszych Polskich szkół podstawowych w Republice Czeskiej – miesięcznik wydawany przez Centrum Pedagogiczne dla Polskiego Szkolnictwa Narodowościowego w Czeskim Cieszynie, przeznaczone dla uczniów klas 5 – 9 (drugi stopień) polskich szkół podstawowych na Zaolziu. Oprócz części związanej z programem nauczania, zawiera sporo miejsca przeznaczonego na twórczość młodzieży i prezentację uzdolnionych uczniów, którzy stają się bohaterami danego numeru Ogniwa. Nauczyciele mogą z niego korzystać na lekcjach wychowania obywatelskiego, historii, języków obcych, zoologii itp.

### Historia „Jutrzenki” i „Ogniwa”[12]
Już na początku 20. wieku ZG Polskiego Towarzystwa Pedagogicznego na Śląsku Cieszyńskim dyskutował o powołaniu regionalnej gazetki dla dzieci. Założycielem „Jutrzenki” stał się Klemens Matusiak, nauczyciel szkoły w Trzanowicach, sekretarz ZG PTP, który zarazem objął stanowisko jej wydawcy i redaktora. Pierwszy numer pojawił się w kwietniu 1911. Podczas I wojny światowej „Jutrzenka” przerwała swoją działalność na siedem lat, a pierwszy powojenny numer ukazał się dopiero 22.4.1922. Pismo zostało wznowione przez Towarzystwo Nauczycieli Polskich w Czechosłowacji.
Podobna gazetka pt. „Nasza Młodzież” była wydawana od roku 1921 przez Związek Nauczycielstwa Śląska Wschodniego. W grudniu 1922 doszło do połączenia „Jutrzenki” i „Naszej Młodzieży”, a nowy miesięcznik nosił nazwę „Nasze Pisemko” i ukazywał się nieprzerwanie aż do października 1939.
Po wkroczeniu wojsk polskich w 1939 na Zaolzie, zaprzestano wydawania „Naszego Pisemka”.
Po II wojnie światowej polskie szkolnictwo na Śląsku Cieszyńskim borykało się z całkowitym brakiem podręczników szkolnych. Wtedy doszło do odnowienia prasy dziecięcej na Zaolziu. Powstały dwa pisemka: „Nasza Szkoła” (kontynuatorka „Jutrzenki” i „Naszego Pisemka”, która skierowana była do młodszych uczniów i później przyjęła tytuł „Jutrzenka”) oraz „Praca Szkolna” dla starszych dzieci. Tytuł „Praca Szkolna” został później zamieniony na „Ogniwo”. Redaktorami w ciągu lat byli Jan Kotas, Gustaw Przeczek, Józef Ondrusz, Henryk Jasiczek i Czesław Curzydło.
W okresie od aksamitnej rewolucji aż prawie po teraźniejszość losy gazetek nie obeszły się bez niepewności, spowodowanych problemami finansowymi. Wydawca niejednokrotnie musiał uzasadniać ich przydatność w procesie nauczania.

## Placówki edukacyjne[13]

### Szkoły podstawowe

#### Klasy 1 – 9
- Szkoła Podstawowa z Polskim Językiem Nauczania 737 01 Český Těšín, Havlíčkova 13
- Szkoła Podstawowa i Przedszkole z Polskim Językiem Nauczania 736 01 Havířov Bludovice, Selská 14/429
- Polska Szkoła Podstawowa i Przedszkole 733 01 Karviná – Fryštát, dr Olszaka 156
- Szkoła Podstawowa i Przedszkole z Polskim Językiem Nauczania 735 53 Dolní Lutyně, Kopernikova 652
- Szkoła Podstawowa i Przedszkole z Polskim Językiem Nauczania 735 35 Horní Suchá, Těrlická 407
- Szkoła Podstawowa i Przedszkole im. Stanisława Hadyny z Polskim Językiem Nauczania 739 95 Bystřice č. 366
- Szkoła Podstawowa i Przedszkole z Polskim Językiem Nauczania im. Jana Kubisza 739 53 Hnojník č. 6
- Szkoła Podstawowa im. H. Sienkiewicza z Polskim Językiem Nauczania w Jabłonkowie 739 91 Jablunkov, Školní 438
- Polska Szkoła Podstawowa i Przedszkole im. Gustawa Przeczka w Trzyńcu 739 61 Třinec I, Nádražní 10
- Polska Szkoła Podstawowa im. Wisławy Szymborskiej 739 94 Vendryně, č. 234

#### Klasy 1 – 5
- Szkoła Podstawowa i Przedszkole z Polskim Językiem Nauczania im. Żwirki i Wigury 735 42 Těrlicko, Pionýrů 1/243
- Szkoła Podstawowa z Polskim Językiem Nauczania (elokowana placówka PSP Czeski Cieszyn) 737 01 Český Těšín – Svibice, Polní 10
- Szkoła Podstawowa z Polskim Językiem Nauczania 735 43 Albrechtice, Školní 11
- Szkoła Podstawowa i Przedszkole z Polskim Językiem Nauczania 735 14 Orlová – Lutyně, Lutyňská 400
- Szkoła Podstawowa z Polskim Językiem Nauczania 735 34 Stonava – Holkovice č.326
- Szkoła Podstawowa z Polskim Językiem Nauczania 739 98 Mosty u Jablunkova, č. 750
- Szkoła Podstawowa i Przedszkole z Polskim Językiem Nauczania 739 85 Bukovec č. 66
- Szkoła Podstawowa i Przedszkole z Polskim Językiem Nauczania 739 97 Hrádek č. 77
- Szkoła Podstawowa i Przedszkole z Polskim Językiem Nauczania 739 81 Košařiska č. 70
- Szkoła Podstawowa im. H. Sienkiewicza z Polskim Językiem Nauczania w Jabłonkowie (Łomna Dolna-placówka elekowana) 739 91 Dolní Lomná č. 70
- Szkoła Podstawowa z Polskim Językiem Nauczania 739 81 Milíkov č. 104
- Szkoła Podstawowa z Polskim Językiem Nauczania 739 92 Návsí, Pod výtopnou 190
- Polska Szkoła Podstawowa i Przedszkole im. Gustawa Przeczka w Trzyńcu Filia Oldrzychowice 739 61 Oldřichovice č 210
- Szkoła Podstawowa i Przedszkole z Polskim Językiem Nauczania 739 56 Ropice č.146

### Szkoły średnie
- Polské gymnázium – Polskie Gimnazjum im. Juliusza Słowackiego, Havlíčkova 13, 737 01 Český Těšín
- Obchodní akademie-Akademia Handlowa, Sokola Tůmy 12, 737 01 Český Těšín